# Anaperochernes
Genre
Anaperochernes est un genre de pseudoscorpions de la famille des Chernetidae.

## Distribution
Les espèces de ce genre se rencontrent au Chili et au Brésil.

## Liste des espèces
Selon Pseudoscorpions of the World (version 3.0) :
- Anaperochernes ambrosianus Beier, 1964 ;
- Anaperochernes chilensis Beier, 1964 ;
- Anaperochernes debilis Beier, 1964 ;
- Anaperochernes margaritifer Mahnert, 1985.

## Publication originale
- Beier, 1964 : Die Pseudoscorpioniden-Fauna Chiles. Annalen des Naturhistorischen Museums in Wien, vol. 67, p. 307-375 (texte intégral).